# Afrique française

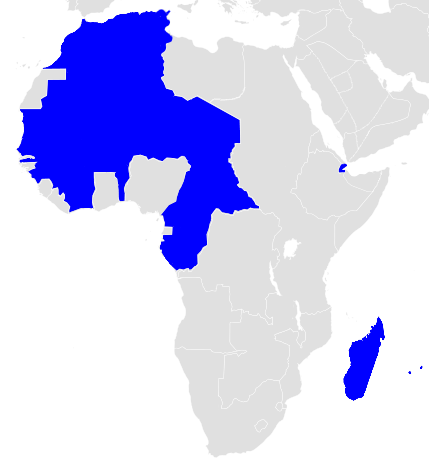
Liste des anciennes colonies françaises (en 1920).

Ne doit pas être confondu avec la Françafrique, qui désigne l'ensemble des relations exercées entre la France avec ses anciennes colonies africaine, ni avec l'Afrique francophone, qui désigne tous les pays d'Afrique où l'on parle français.
L'Afrique française désigne l'ensemble des territoires africains ayant été sous la souveraineté de la France au sein de son empire colonial. Elle regroupe :
- L'Afrique française du Nord :
  -  le Protectorat français du Maroc, ancien protectorat française couvrant 89 % du territoire de l'actuel Maroc hors Sahara marocain ;
  -  l'Algérie française, anciens départements français d'Afrique du Nord à l'emplacement de l'actuelle Algérie ;
  -  le Protectorat français de Tunisie, ancien protectorat à l'emplacement de l'actuelle Tunisie ;
  - Sahara français, dépendance français administré par le gouverneur d'Algérie à l'emplacement de l'actuelle Sahara algérien.
- L'Afrique-Occidentale française :
  -  la Côte d'Ivoire, ancienne colonie française à l'emplacement de l'actuelle Côte d'Ivoire ;
  -  la Colonie du Dahomey, ancienne colonie française à l'emplacement de l'actuel Bénin ;
  -  la Haute-Volta, ancienne colonie française à l'emplacement de l'actuel Burkina Faso ;
  -  la Guinée française, ancienne colonie à l'emplacement de l'actuelle Guinée ;
  -  la Mauritanie, ancienne colonie à l'emplacement de l'actuelle Mauritanie ;
  -  le Niger, ancienne colonie française à l'emplacement de l'actuel Niger ;
  -  le Soudan français, ancienne colonie à l'emplacement de l'actuel Mali ;
  -  le Sénégal, ancienne colonie française à l'emplacement de l'actuel Sénégal.
- L'Afrique-Équatoriale française :
  -  le Territoire du Tchad, ancienne colonie française à l'emplacement de l'actuel Tchad ;
  -  le Congo français, ancienne colonie à l'emplacement de l'actuel Gabon et République du Congo ;
  -  l'Oubangui-Chari, ancienne colonie française à l'emplacement de l'actuelle République centrafricaine.
- Autres territoires d'Afrique de l'ouest et d'Afrique équatoriale jamais officiellement intégrés à l'AOF et à l'AEF :
  -  le Cameroun français, ancien mandat puis territoire sous tutelle couvrant toutes les régions de l'actuel Cameroun, excepté celles du Nord-Ouest et du Sud-Ouest ;
  -  le Togo français, ancien mandat puis territoire sous tutelle à l'emplacement de l'actuel Togo.
- L'Afrique française libre, groupant de 1940 à 1944 les colonies françaises d'Afrique successivement ralliées à la France libre.
- Les autres colonies situées en dehors de l'AOF et de l'AEF, et que l'on pourrait regrouper sous l'appellation Afrique de l'Est française :
  -  le Territoire d'Obock, connu aussi sous le nom de Côte française des Somalis et Territoire français des Afars et des Issas, ancienne colonie française à l'emplacement de l'actuel Djibouti ;
  -  le Protectorat français de Madagascar devenue Colonie de Madagascar et dépendances, ancienne colonie à l'emplacement de l'actuel Madagascar ;
  -  l'Île de France, ancienne colonie à l'emplacement de l'actuelle Île Maurice ;
  -  la Colonie de Mayotte, ancienne colonie à l'emplacement de l'actuel département français Mayotte et des îles Nosy Be et Sainte-Marie ;
  -  L'Île de la Réunion, ancienne colonie devenue département d'outre-mer français ;
  -  les Seychelles, ancienne colonie française devenue la République des Seychelles ;
  -  le Territoire des Comores, ancienne colonie française à l'emplacement de l'actuelle Union des Comores.